# William Cumberland Cruikshank
William Cumberland Cruikshank (Edimburgo, 1745 – Londra, 27 giugno 1800) è stato un chimico e anatomista britannico.
È autore del testo The Anatomy of the Absorbing Vessels of the Human Body, pubblicato per la prima volta nel 1786, e successivamente tradotto in varie lingue.

## Notizie biografiche
Arrivato a Londra nel 1771, diventò assistente di William Hunter per le sue ricerche anatomiche alla Windmill Street Anatomical School. Fu eletto membro della Royal Society nel giugno del 1797.  Studiò il comportamento dei gas nel corpo umano e fece interessanti osservazioni anatomiche e notevoli ricerche sull'alcol, sull'etere, sull'acido cloridrico e sul comportamento dei metalli immersi nell'acqua.

## Contributi scientifici
Nel 1797 fu il primo a dimostrare che nell'urina esiste una particolare sostanza cristallizzabile, precipitabile con acido nitrico. Nel 1800 stabilì che il monossido di carbonio era composto da carbonio e ossigeno. Sempre nel 1800 propose di utilizzare il cloro per purificare l'acqua.